# Qatar i olympiska sommarspelen 2008
Qatar i olympiska sommarspelen 2008 bestod av 22 idrottare som blivit uttagna av Qatars olympiska kommitté.

## Bågskytte
- Huvudartikel: Bågskytte vid olympiska sommarspelen 2008

- Herrar

| Namn      | Gren         | Rankingrunda | Rankingrunda | 32-delsfinal                   | 16-delsfinal     | 8-delsfinal      | Kvartsfinal      | Semifinal        | Final            | Final            |
| Namn      | Gren         | Poäng        | Seed         | Resultat                       | Resultat         | Resultat         | Resultat         | Resultat         | Resultat         | Plats            |
| --------- | ------------ | ------------ | ------------ | ------------------------------ | ---------------- | ---------------- | ---------------- | ---------------- | ---------------- | ---------------- |
| Ali Salem | Individuellt | 627          | 57           | Im Dong-Hyun (KOR) L 103 - 108 | Gick inte vidare | Gick inte vidare | Gick inte vidare | Gick inte vidare | Gick inte vidare | Gick inte vidare |

## Friidrott
- Huvudartikel: Friidrott vid olympiska sommarspelen 2008

Förkortningar
- Noteringar – Placeringarna avser endast löparens eget heat
- Q = Kvalificerad till nästa omgång
- q = Kvalificerade sig till nästa omgång som den snabbaste idrottaren eller, i fältgrenarna, via placering utan att uppnå kvalgränsen.
- NR = Nationellt rekord
- N/A = Omgången ingick inte i grenen
- Bye = Idrottaren behövde inte delta i denna omgång

Herrar
Bana och landsväg
| Idrottare             | Gren           | Heat     | Heat      | Kvartsfinal | Kvartsfinal | Semifinal        | Semifinal        | Final            | Final            |
| Idrottare             | Gren           | Resultat | Placering | Resultat    | Placering   | Resultat         | Placering        | Resultat         | Placering        |
| --------------------- | -------------- | -------- | --------- | ----------- | ----------- | ---------------- | ---------------- | ---------------- | ---------------- |
| Ahmad Hassan Abdullah | 10 000 m       | i.u.     | i.u.      | i.u.        | i.u.        | i.u.             | i.u.             | 27:23.75         | 8                |
| Mohamed Al-Thawadi    | 110 m häck     | 13.64    | 5 q       | DSQ         | DSQ         | Gick inte vidare | Gick inte vidare | Gick inte vidare | Gick inte vidare |
| Thamer Kamal Ali      | 1 500 m        | 3:41.08  | 8         | i.u.        | i.u.        | Gick inte vidare | Gick inte vidare | Gick inte vidare | Gick inte vidare |
| Daham Najim Bashir    | 1 500 m        | 3:36.05  | 3 Q       | i.u.        | i.u.        | 3:37.77          | 7 q              | 3:37.68          | 10               |
| Samuel Francis        | 100 m          | 10.40    | 1 Q       | 10.11       | 4 q         | 10.20            | 8                | Gick inte vidare | Gick inte vidare |
| Abubaker Ali Kamal    | 3 000 m hinder | 8:21.85  | 4 Q       | i.u.        | i.u.        | i.u.             | i.u.             | 8:16.59          | 8                |
| Felix Kibore          | 10 000 m       | i.u.     | i.u.      | i.u.        | i.u.        | i.u.             | i.u.             | 28:11.92         | 22               |
| James Kwalia          | 5 000 m        | 13:39.96 | 2 Q       | i.u.        | i.u.        | i.u.             | i.u.             | 13:23.48         | 8                |
| Yousuf Othman Qader   | Maraton        | i.u.     | i.u.      | i.u.        | i.u.        | i.u.             | i.u.             | 2:28:40          | 64               |
| Essa Ismail Rashed    | 10 000 m       | i.u.     | i.u.      | i.u.        | i.u.        | i.u.             | i.u.             | 27:58.67         | 20               |
| Mubarak Shami         | Maraton        | i.u.     | i.u.      | i.u.        | i.u.        | i.u.             | i.u.             | DNF              | DNF              |
| Sultan Khamis Zaman   | 5 000 m        | 13:53.38 | 12        | i.u.        | i.u.        | i.u.             | i.u.             | Gick inte vidare | Gick inte vidare |

Fältgrenar
| Idrottare         | Gren           | Kval    | Kval      | Final            | Final            |
| Idrottare         | Gren           | Distans | Placering | Distans          | Placering        |
| ----------------- | -------------- | ------- | --------- | ---------------- | ---------------- |
| Ibrahim Aboubaker | Tresteg        | 16.03   | 31        | Gick inte vidare | Gick inte vidare |
| Rashid Al-Dosari  | Diskuskastning | 63.83   | 9 q       | 62.55            | 10               |

## Fäktning
- Huvudartikel: Fäktning vid olympiska sommarspelen 2008

Herrar
| Idrottare        | Gren                | Omgång 1              | Sextondelsfinal   | Åttondelsfinal    | Kvartsfinal       | Semifinal         | Final / BM        | Final / BM       |
| Idrottare        | Gren                | Motståndare Poäng     | Motståndare Poäng | Motståndare Poäng | Motståndare Poäng | Motståndare Poäng | Motståndare Poäng | Placering        |
| ---------------- | ------------------- | --------------------- | ----------------- | ----------------- | ----------------- | ----------------- | ----------------- | ---------------- |
| Khalid Al-Hamadi | Värja, individuellt | Choi B-C (KOR) L 3–15 | Gick inte vidare  | Gick inte vidare  | Gick inte vidare  | Gick inte vidare  | Gick inte vidare  | Gick inte vidare |

## Simning
- Huvudartikel: Simning vid olympiska sommarspelen 2008

## Skytte
- Huvudartikel: Skytte vid olympiska sommarspelen 2008

## Taekwondo
| Idrottare                | Gren             | Åttondelsfinaler     | Kvartsfinaler        | Semifinaer           | Återkval             | Bronsmatch           | Final                | Final            |
| Idrottare                | Gren             | Motståndare Resultat | Motståndare Resultat | Motståndare Resultat | Motståndare Resultat | Motståndare Resultat | Motståndare Resultat | Placering        |
| ------------------------ | ---------------- | -------------------- | -------------------- | -------------------- | -------------------- | -------------------- | -------------------- | ---------------- |
| Abdulqader Hikmat Sarhan | Herrarnas −80 kg | Ahmadov (AZE) L 0–5  | Gick inte vidare     | Gick inte vidare     | Gick inte vidare     | Gick inte vidare     | Gick inte vidare     | Gick inte vidare |

## Tyngdlyftning
- Huvudartikel: Tyngdlyftning vid olympiska sommarspelen 2008